# Silima Lombu
Silima Lombu is een bestuurslaag in het regentschap Samosir van de provincie Noord-Sumatra, Indonesië. Silima Lombu telt 233 inwoners (volkstelling 2010).